# Физионотрас
 Физионотрас је назив механичког уређаја за портретисање. Изумео га је Жил-Луј Кретјен (Gilles-Louis Chrétien, 1745-1811), виолончелиста краљевске капеле у Версају, гравер и портретист. Цртежи и графике који су настајали уз помоћ тог уређаја називани су физионотраси или физионотипије. Портрет је увек изведен у профилу. Било је уобичајено да се иза портретисаног постави црна тканина, како би се његов профил боље истакао. Портрети су били релативно мале величине, цртани или штампани претежно на белом, понекад на плавом папиру.

## Принцип рада
Механизам. Кретјенов изум обликован је по угледу на већ пре тога познати уређај пантограф, који је на основу малих шаблона исцртавао исте, али увећане линије на папиру или металу. Зглобно спојене полуге, у облику паралелограма, на једној страни су пратиле лик портретисаног а на другој једно перо је исцртавало контуре и детаље лика. Цртеж је могао бити направљен за само неколико минута, па чак и умножен у више примерака. Затим би га мајстор обојио светлим бојама. Ако је клијент желео, било је могуће смањити или повећати распон међу полугама, да би портрет био мањи или већи, а исто тако било је могуће да уместо цртачог пера на крају полуге буде челично граверско шило, а уместо папира бакарна плоча.
Добијање штампарске матрице. Бакарна плоча је потапана у киселину, да би се направила матрица за штампање. Опити су показали да је било могуће одштампати и до 2000 примерака са једне плоче а да финоћа отиска буде прихватљива.
Сигнатура. Сваки примерак портрета је по правилу носио име мајстора, адресу атељеа и годину настанка, на пример: "Dess. aux Physionotrace et gravé par Quenedey, Rue Neuve de Petits Champs n° 15 à Paris, 1808". Може се рећи да су физионотрасисти имали слична атељеа за портретисање, и потписивали радове, као и гравери, графичари, литографи те епохе (а и занатски фотографи педесет година касније). Понекад је на самој слици наведено име модела, али то је већ ређе, већином су на сликама личности непознатих имена. Физиономске графике су биле штампане углавном црном бојом, понекад су тамносмеђе или модроплаве, или су ручно бојене. Иако је уређај био кабаст, углавном везан за место, неки мајстори су, упркос томе, ишли из града у град, и нудили своје услуге локалном становништву.

## Оснивање првих атељеа
Кретјен се преселио у Париз и уортачио, од априла 1788, са Едме Кенеди де Рисетсом (Edme Quenedey des Ricets, 1756-1830), а убрзо затим (1798) престао је да се бави својим изумом и вратио се првом занимању, музици и виолончелу. „Физионотипије“ које је Кенеди производио од 1789. до своје смрти 1830. сматрају се такорећи фотографијама тог раздобља. Заиста, каткад је запањујуће колико физионотраски портрет може да личи на Фотографски портрет.
Године 1793, Шарл Балтазар Жилијен Феврет Сен-Мемин (Charles Balthazar Julien Fevret de Saint-Memin), Француз који је емигрирао у Сједињене Америчке Државе, преузео је изум и широко га користио цртајући физионотраске профиле многих оснивача те земље.

## Физионотипије као историјски извори
Кабинет естампи и графика француске Националне библиотеке чува око 2800 Кенедијевих радова. Они су, поред портрета личности из те епохе, драгоцен извор обавештења о историји костима и фризура тога доба.
Он је оставио на хиљаде портрета, који су од непроцењиве историјско-уметничке вредности, а међу њима је друштво у току Француске револуције, краљевска породица, политичари Мара (Jean-Paul Marat, 1743 – 1793), Робеспјер (Maximilien François Marie Isidore de Robespierre, 1758 – 1794) и многе друге личности. Рене Хенекин (René Hennequin) историчар Кенедијевог дела каталогизовао је 850 портрета само у првој години његовој рада (1788-1789). На Салону 1796, било је изложено чак шест стотина физионотраских портретних отисака. 

## Најистакнутији физионотрасисти 18. и 19. века
- Етјен Бушарди (Etienne Bouchardy, 1797-1849), сликар минијатуриста, ученик Сикардија (Sicardi);
- Адел и Агле Кенеди (Adèle et Aglaée Quenedey), ћерке Едме Кенедија;
- Франсоа Гонор (François Gonord);
- Фурние (Fournier);
- Жан Фуке (Jean Fouquet);
- Шарл Балтазар Жилијен Феврет Сен-Мемин;
- Луј Лемет (Louis Lemet, 1779-1832), гравер из Филаделфије.